# Palmeira do Piauí

Palmeira do Piauí este un oraș în Piauí (PI), Brazilia.